# Староватов, Пётр Хрисанфович
Пётр Хриса́нфович Старова́тов (6 июля 1873, Якутск — 20 октября 1957, Вилюйск) — российский и советский краевед и учитель. Герой Труда (1928).

## Биография
Родился в июне 1873 года в Якутске, выходец из казачьего сословия.
В 1892 году, по окончании Якутского реального училища, начал свою педагогическую деятельность. В 1901 году Иркутская газета «Восточное обозрение» писала:

«Лучшей школой в настоящее время в Вилюйском округе нужно признать казачью школу в Вилюйске. Этим она всецело обязана нынешнему учителю П. Х. Староватову… Он добросовестно относится к своим обязанностям. Его система преподавания и отношение к ученикам чужды формализма и казенщины».

В период с 1907 по 1913 годы работал заведующим-учителем в средней школе в селе Эльгяй, Якутская область.
С 1920 года член РКП(б).
Одним из первых в Якутии обратил внимание на такое природное явление, как нафтидопроявление.
Умер в 1957 году. Похоронен в Вилюйске.

## Память
- Именем Староватова в 1928 году названа Эльгяйская средняя общеобразовательная школа[2], а также краеведческий музей в городе Вилюйск[3].
- В Якутском государственном университете учреждена стипендия имени П. Х. Староватова[4].
- О Староватове была издана книга: Кротов М., «Вилюйский краевед», Якутское книжное издательство, 84 страницы, 1966 год.
- В целях увековечивания памяти Староватова Петра Хрисантовича учреждена премия Главы муниципального района «Вилюйский улус (район)» имени П. Х. Староватова в области краеведения[5].
- В честь краеведа и учителя школы г. Вилюйск Петра Хрисанфовича Староватова, который одним из первых предсказал возможность открытия алмазных месторождений в бассейне р. Вилюй, алмазу весом 61,10 карата, добытому в 1979 году на фабрике № 3, присвоено имя «Краевед Староватов»[6][7][8].

## Награды
- Герой Труда (почётное звание присвоено решением ЦИК СССР от 2 января 1928 года — за успехи в педагогической работе);
- Орден Трудового Красного Знамени (к 25-летию ЯАССР).